# Paramonacanthus filicauda
Paramonacanthus filicauda és una espècie de peix de la família dels monacàntids i de l'ordre dels tetraodontiformes.

## Morfologia
- Els mascles poden assolir 22 cm de longitud total.[4][5]

## Depredadors
A Austràlia és depredat per Carcharhinus sorrah i Carcharhinus tilstoni.

## Hàbitat
És un peix marí, de clima tropical i demersal.

## Distribució geogràfica
Es troba al nord-oest d'Austràlia i Papua Nova Guinea.

## Observacions
És inofensiu per als humans.